# Franz Stocher
Franz Stocher (* 23. März 1969 in Wien) ist ein ehemaliger österreichischer Radrennfahrer. Er ist Weltmeister im Punktefahren (2003) und fünffacher Olympionike, also Teilnehmer an Olympischen Spielen (1988, 1992, 1996, 2000, 2004).

## Sportlicher Werdegang
Franz Stocher gewann mit zwölf Jahren seine ersten Radrennen.
Bis 1987 errang er rund 400 Siege und 12 österreichische Meistertitel in der Jugendklasse und bei den Junioren. Ab dann spezialisierte er sich auf Bahnrennen. Nach zwei Militärweltmeistertiteln (1992 im Punktefahren und 1993 im Mannschaftsstraßenwettbewerb) folgten mehrere zweite und dritte Plätze bei Welt- und Europameisterschaften. Bevor er als „ewiger Zweiter“ in die Statistik einging, gelang ihm 2003 der Gewinn des WM-Titels im Punktefahren. 1994 gewann er das Etappenrennen Wien–Rabenstein–Gresten–Wien.
Im Jahr 2004 nahm Stocher zum insgesamt fünften Mal an Olympischen Spielen teil, was vor ihm noch keinem Radsportler gelungen war. Nach 25 Jahren Radsport fuhr er am 6. Mai 2005 sein Abschiedsrennen in Purkersdorf nahe Wien. Bis dahin hatte er 28 Titel als Staatsmeister im Radsport errungen.

## Berufliches
Von Juli 2005 bis Mai 2013 war Franz Stocher bei der Niederösterreichischen Landesregierung für Radsportangelegenheiten und die Zusammenführung von Tourismus und Sport angestellt. Von 2005 bis 2009 und von 2013 bis 2017 war Franz Stocher Mitglied des Publikumsrat des ORF, Vertretungsbereich «Sport» (Zusatzfunktion: Mitglied des Programmausschusses).
Außerdem war Franz Stocher auf Wunsch der verstorbenen ehemaligen Innenministerin Liese Prokop bis November 2014 Vorstandsmitglied der Sportunion Österreich für den Bereich Leistungssport. Seit Juni 2013 ist er in St. Pölten als Geschäftsführer am Sportzentrum Niederösterreich tätig.

## Ehrungen
- 2001 und 2003 wurde Franz Stocher als Radsportler des Jahres von Österreich ausgezeichnet.[1]

## Erfolge (Auswahl)

### Bahn
1997
- Österreichischer Meister – Punktefahren

1998
- Österreichischer Meister – Punktefahren

2000
- Weltmeisterschaft – Punktefahren
- Österreichischer Meister – Punktefahren

2001
- Weltmeisterschaft – Punktefahren
- Europameisterschaft – Omnium
- Österreichischer Meister – Punktefahren, Zweier-Mannschaftsfahren (mit Roland Garber)

2002
- Weltmeisterschaft – Punktefahren, Zweier-Mannschaftsfahren (mit Roland Garber)
- Bahnrad-Weltcup in Moskau – Zweier-Mannschaftsfahren (mit Roland Garber)
- UEC-Derny-Europameisterschaft – hinter Cees Stam
- Österreichischer Meister – Punktefahren, Zweier-Mannschaftsfahren (mit Roland Garber)

2003
- Weltmeister – Punktefahren
- Österreichischer Meister – Punktefahren, Zweier-Mannschaftsfahren (mit Roland Garber)

### Straße
1994
- Uniqa Classic

## Auszeichnungen
- Titel "Österreichischer Radsportler" in den Jahren 2001 und 2003
- Goldenes Ehrenzeichen für Verdienste um das Bundesland Niederösterreich
- Goldenes Verdienstzeichen der Republik Österreich 2001